# 里加·穆斯塔法
里加·穆斯塔法（荷蘭語：Riga Mustapha，1981年10月10日—）是荷兰足球运动员，司职中场。

## 生平

### 俱乐部
里加出生于加纳阿克拉，但却是在荷兰开始其职业生涯，他先后效力过三支荷兰球队，分别是维特斯、罗森达尔和鹿特丹斯巴达。
2005年，他加盟西班牙乙级联赛球队莱万特，并在2005-06赛季出场38次打进11球，帮助球队以联赛第三名的成绩升上西甲联赛。在随后的两个赛季，他分别打进9球和8球，都是莱万特进球最多的球员。但他的进球无法挽救莱万特在2007-08赛季再次降入乙级。
2008年7月28日，英超球队博尔顿官方网站发表声明正式从莱万特签下里加，以填补迪乌夫出走桑德兰后留下的空缺。8月23日，他在客场0比1不敌纽卡斯尔联队的比赛中第85分钟替补出场，完成他的英超首秀。
但他一直未獲重用，加盟以來僅為球隊上陣22場，於2010/11年球季更不被列入25人的英超參賽名單。2011年1月27日與保頓協議提前解約。2011年3月22日，里加和西班牙足球乙级联赛球队卡塔赫纳签订一份短期合同，赛季结束后没有获得续约。2011年9月，里加曾经到诺丁汉森林试训，但没有留队。

## 外部連結
- 足球数据库：里加·穆斯塔法的球员统计数据
- VI.nl profile （荷兰文）
- Stats at Liga de Fútbol Profesional （页面存档备份，存于） （西班牙文）